# Kalendarium historii Lwówka Śląskiego

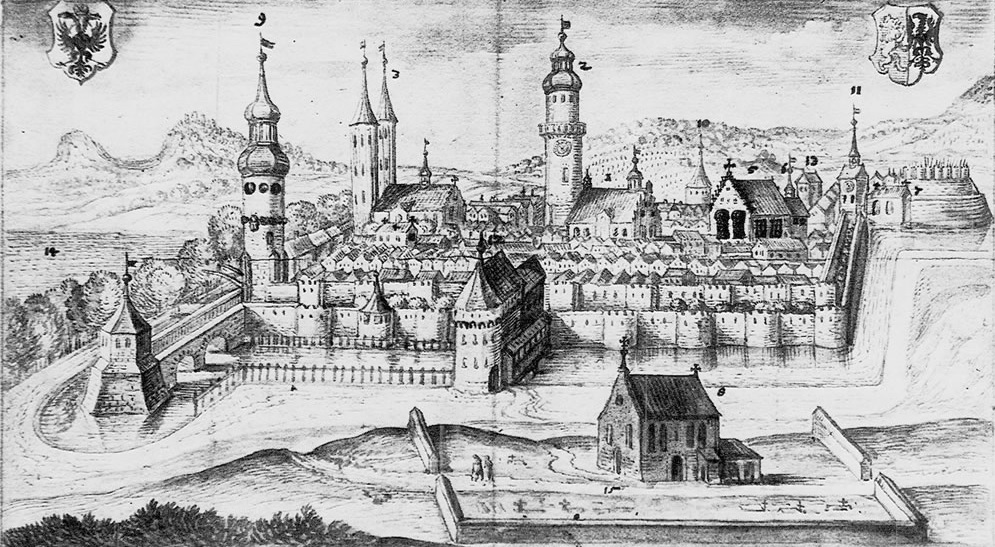
Lwówek Śląski XVII w. w czasach „złotego wieku” miasta

Kalendarium historii Lwówka Śląskiego – chronologiczne zestawienie najważniejszych faktów z dziejów miasta.

## Kalendarium

### P.n.e.
- Osadnictwo na ziemi lwóweckiej sięgające epoki brązu (1800–700 lat p.n.e.[1])

### II w.
- ~150 – wg Ptolemeusza, miasto nazywało się Lupphurdum[2][3] (Lupfurdum[4][5])

### do XII w.
- Mieszkańcy Lwówka znani jako plemię Lunaków[6]
- Mieszkańcy Lwówka znani jako jedno z plemion Bobrzan[7]

### XII w.
- 1140 – rozpoczęcie budowy zamku książęcego w Lwówku Śląskim[8]
- 1163 – do 1166 pierwszym znanym burmistrzem Lwówka jest Sebastian Brogelius[9]

### XIII w.
- 1209 – powstanie najstarszego browaru w Polsce i jednego z najstarszych w Europie, „Browaru Lwówek”[10]; Henryk l Brodaty nadał Lwówkowi prawo warzenia piwa i prawo mili[11]
- 1217 – uzyskanie praw miejskich i lokowanie na prawie magdeburskim, miasto znane jest jako Lewenberc[12]
- 1223 – miasto znane jest jako Lewinbergensi[13]
- 1228 – miasto znane jest jako Leuberk[14]
- 1241 – miasto znane jest jako Lewinberg[15]; pierwszymi znanymi wójtami Lwówka byli Tomasz i Hartlieb. Tomasz towarzyszył później Henrykowi Pobożnemu w walce z Mongołami i poległ pod Legnicą[16]
- 1243 24 lutego – książę Bolesław Rogatka zorganizował w mieście pierwszy na Śląsku i ziemiach polskich turniej rycerski
- 1249 – miasto znane jest jako Lewinberc[17]
- 1253 – miasto znane jest jako Levumberc[18]
- 1277 – Kęty, rodzinne miasto świętego Jana Kantego, otrzymało w dokumencie nadanym w 1277 roku przez księcia opolskiego Władysława sądownictwo miejskie na wzór „iuris lembergensis”

Mapa księstwa lwóweckiego

- Mapa księstwa lwóweckiego1278 –  Lwówek staje się siedzibą samodzielnego księstwa Lwóweckiego pod przywództwem księcia Bernarda Zwinnego
- 1281 – miasto znane jest jako Löwenberg[19]
- 1283 – miasto znane jest jako Lewinberc[20]
- 1286 – po bezpotomnej śmierci księcia Bernarda Zwinnego Lwówek staje się integralną częścią księstwa świdnicko-jaworskiego
- 1292 – miasto znane jest jako Lenberk[21]
- 1298 – miasto znane jest jako Lewenberk[22]
- 1300 – miasto znane jest jako Lembergk[23]

### XIV w.

Herb miejski do 1501

- 1310 – miasto znane jest jako Lewenberck[24]
- 1327 – nabycie prawa do bicia własnej monety
- 1329 – Lwówek liczy około 11 tysięcy mieszkańców i należało do najludniejszych ośrodków miejskich na Śląsku
- 1334 – miasto znane jest jako Lewinberge[25]
- 1340 – miasto nabyło prawo organizowania targu solnego i uzyskało monopol handlu solą w okręgu[26]
- 1346 – Lwówek staje się jednym z miast-założycieli związku miast śląskich[27]
- ~1350 – powstanie nagrobka księcia Henryka jaworskiego i księżnej Agnieszki, znajdującego się w lwóweckim ratuszu
- 1356 – słowo „ratusz” pojawia się po raz pierwszy w dokumentach
- 1366 – Lwówek otrzymuje przywilej wolnego wyboru burmistrza[28]
- 1377 – dwuwładza dzieląca się na książęcą i mieszczańską została wykupiona przez mieszczan (wójtostwo reprezentujące księcia)
- 1385 – ogromny pożar miasta w znacznym stopniu strawił Lwówek i w celu zgromadzenia w szybkim czasie pieniędzy na odbudowę szkód, urząd wójta został odsprzedany
- 1392 – przejście Lwówka wraz z księstwem świdnicko-jaworskim pod panowanie czeskie po śmierci księżnej Agnieszki

### XV w.
- 1442 –  odkupienie wójtostwa z kasy miejskiej, przez co lwówecka Rada stała się niezależna
- 1444 – wykupienie uprawnień burgrabi lwóweckiego zamku
- 1472 – spłonięcie zamku książęcego w porzaże
- 1474 – miasto znane jest jako Lembergk[23]
- 1480 – budowa wieży ratusza w Lwówku Śląskim
- 1496 – w czasie remontu kościoła Wniebowzięcia Najświętszej Maryi Panny powstaje przy nim kaplica św. Krzyża
- 1500 – do 1504 trwa przebudowa ratusza w Lwówku Śląskim i ukończenie wieży[29]

### XVI w.

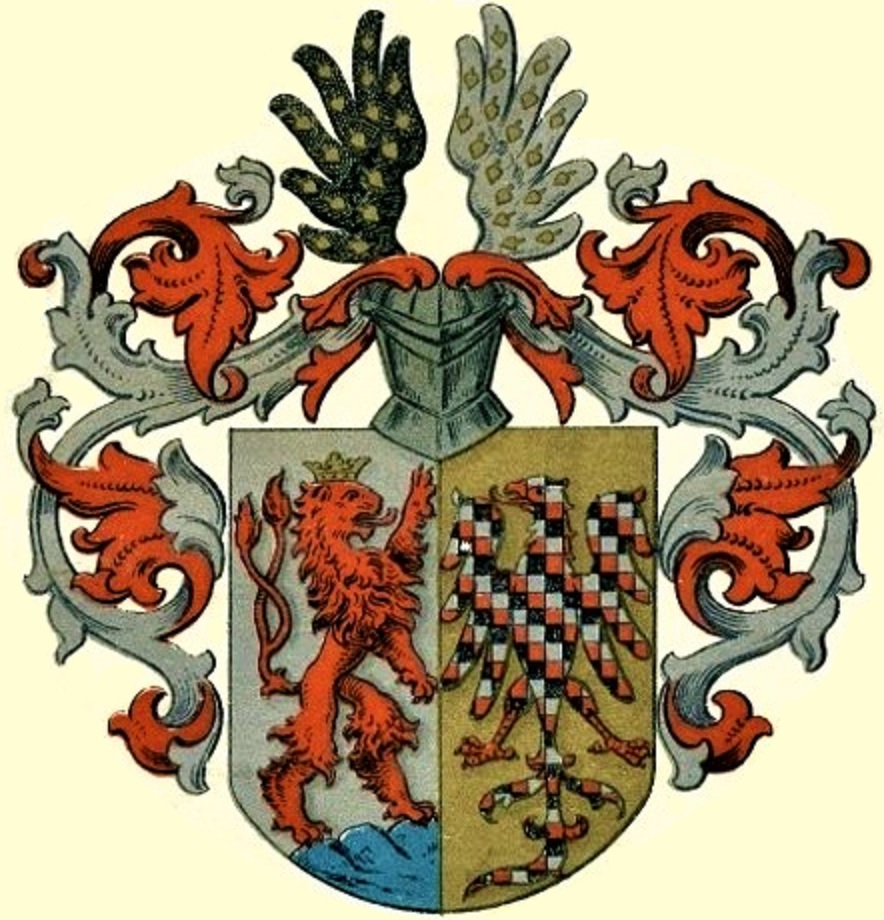
Herb miejski od 1501

- 1501 – teren po zamku miasto otrzymało od króla w formie darowizny, w zamian za wybudowanie szpitala i kościoła pod wezwaniem św. Macieja, królewskiego patrona[30]
- 1501 14 lutego – nadanie przez króla Czech Władysława II Jagiellończyka nowego herbu miasta
- 1501 26 lutego – zatwierdzenie w Norymberdze przez cesarza Maksymiliana I nowego herbu miasta
- 1522 – do 1524 trwa przebudowa ratusza w Lwówku Śląskim pod kierownictwem Wendela Roskopfa
- 1525 – powstanie znajdującej się w ratuszu płyty nagrobnej rycerza Christopha von Talckenberga[31]
- 1526 – wystąpienie Lwówka Śląskiego ze związku miast śląskich na skutek jego rozwiązania przez Jana II Dobrego na skutek ultimatum wystawionego przez Ferdynanda I Habsburga
- 1543 – miasto liczy około 4100 mieszkańców
- 1546 – rozpoczęto dalsze prace przy elewacjach ratusza, dobudowa wykuszu
- 1549 – miasto znane jest jako der Stadt Lewenberg[32]
- ~1550 – największy rozkwit miasta, tzw. złoty wiek Lwówka. Miasto opasane było podwójnym murem obronnym. Działały liczne cechy: sukienników, piekarzy, rzeźników, krawców, szewców i wiele innych. Miasto było znane w regionie z produkcji piwa[33]
- 1585 – powstanie znajdującej się w ratuszu renesansowej płyty nagrobnej Casparo Svevo, lwóweckiego rektora i syndyka[34]
- 1588 –  na wieży lwóweckiego ratusza po raz pierwszy zamontowano zegar[35][36]
- 1600 – miasto znane jest jako Leoberga, Lemberg[37][38]

### XVII w.

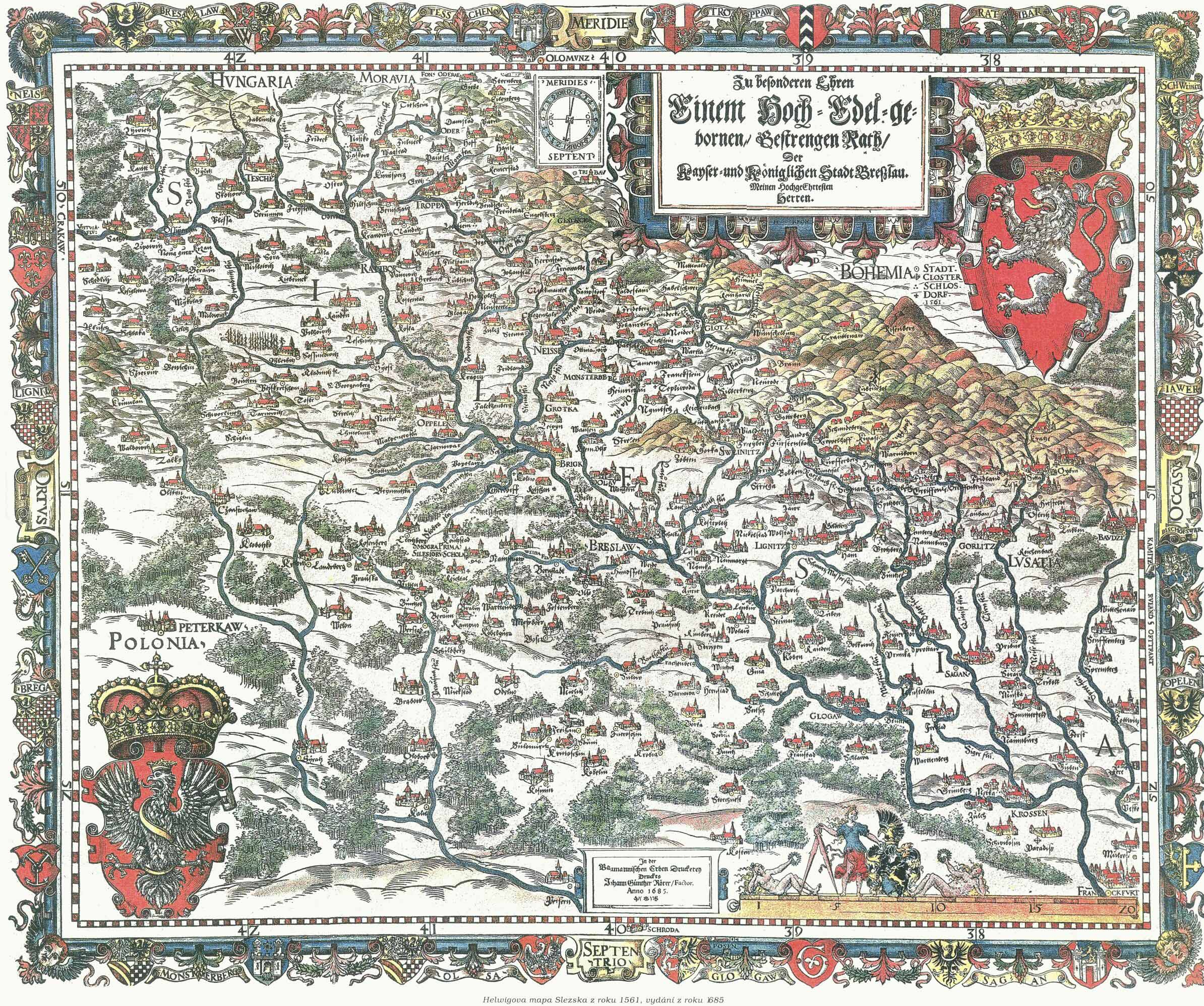
Pierwsza mapa Śląska, Martina Helwiga z 1561 r. (orientacja południowa)

- 1605 – powstanie znajdującej się w ratuszu płyty nagrobnej Magdaleny von Schaffgotsch z domu von Talckenberg[39]
- ~1615 – na początku XVII wieku miasto liczyło ponad 8 tysięcy mieszkańców. Funkcjonowało w nim 450 warsztatów sukienniczych
- 1617 – miasto liczy około 6000 mieszkańców
- 1618-1648 – Lwówek został spustoszony i dokumentnie zniszczony podczas wojny trzydziestoletniej
- 1631 wiosna – wydarzenie, które miało miejsce w Lwówku Śląskim podczas wojny trzydziestoletniej określa się mianem „babskiej wojny”
- 1640 wiosna – po oblężeniu pod dowództwem Karola XII Wittelsbacha miasto trafia w szwedzkie ręce; w celach militarnych wyburzono znaczną część budynków położonych przy (obecnie nieistniejącej) Bramie Złotoryjskiej, a tereny wokół miasta ufortyfikowano
- 1640 16 lipca – jedne z największych walk o miasto podczas wojny trzydziestoletniej, które stacjonującym tutaj żołnierzom udało się przetrwać
- 1640 – miasto liczy około 960 mieszkańców[40]
- 1642 – miasto zdobyły wojska cesarskie, które utrzymały je jednak tylko przez kilka miesięcy
- 1643 grudzień – wojska cesarskie skutecznie odbiły Lwówek z rąk Szwedów; miasto liczy około 150 mieszkańców[41]
- 1651 – miasto znane jest jako Lemberg[42]
- 1654 – z 450 mistrzów sukienniczych działających w Lwówku Śląskim przed 1618, pozostało ich zaledwie 14
- 1655 – powstanie znajdującego się w ratuszu nagrobka Caspara Zeidlera – burmistrza Lwówka Śląskiego[43]
- 1659 –  straty ludnościowe oraz pożary
- 1677 – miasto znane jest jako Leoberg[44]
- 1687 – miasto znane jest jako Löwenberg[45]
- 1688 –  miasto znane jest jako Lembergae[46]

### XVIII w.
- 1704 – straty ludnościowe oraz pożary
- 1736 –  miasto znane jest jako Leonberg[47]
- 1740 – miasto liczy 1495 mieszkańców
- 1756 – miasto liczy 2116 mieszkańców
- 1767 –  przebudowa ratusza w Lwówku Śląskim
- 1771 – miasto liczy 2198 mieszkańców
- 1775 – miasto liczy 2462 mieszkańców
- 1776 – miasto liczy 2475 mieszkańców
- 1777 – miasto liczy 2486 mieszkańców
- 1778 – miasto liczy 2433 mieszkańców
- 1780 – miasto liczy 2500 mieszkańców
- 1781 – miasto liczy 2537 mieszkańców
- 1784 – miasto liczy 2597 mieszkańców
- 1785 – miasto liczy 2660 mieszkańców
- 1786 –  miasto znane jest jako Loewenberg[48]; miasto liczy 2724 mieszkańców
- 1787 – miasto liczy 2619 mieszkańców
- 1797 – miasto liczy 3928 mieszkańców

### XIX w.
- 1813 22 sierpnia – Pierwsza bitwa nad Bobrem między Lwówkiem Śląskim a Płakowicami w ramach VI koalicji antyfrancuskiej wojsk francuskich i pruskich zakończona zwycięstwem Napoleona[49]
- 1813 29 sierpnia – Druga bitwa nad Bobrem między Lwówkiem Śląskim a Płakowicami zakończona klęską Napoleona, w nurtach Bobru zginęło 2000 żołnierzy w tym generał i pułkownik[50]
- 1815 – sprowadzenie do miasta mechanicznej przędzarki[51]
- 1816 – miasto liczy 3684 mieszkańców
- 1825 – miasto liczy 3552 mieszkańców
- 1840 – miasto liczy 3770 mieszkańców
- 1845 –  miasto znane jest jako Löwenberg[52]
- 1847 –  miasto znane jest jako Lewenberg[53] (po polsku jako: Lwia Góra, Lwiogora, Lwiogóra[54])
- 1861 – miasto liczy 4628 mieszkańców
- ~1870 – miasto znane jest jako: Lewnberg, Lempergk, Lämberg, Lehenberg, Leuperc[55]
- 1871 – miasto liczy 4798 mieszkańców
- 1878 – miasto znane jest jako: Lemberg, Löwenberg[56][57] (po polsku jako: Lwów[58][59])
- 1880 – miasto znane jest jako: Loewenberg, Lemberg, Lempergk, Lümberg[60] (po polsku jako: Lwów[58][59])
- 1884 – Lwówek uzyskał połączenie kolejowe ze Złotoryją
- 1885 – Lwówek uzyskał połączenie kolejowe z Gryfowem; miasto liczy 4720 mieszkańców
- 1886 – miasto znane jest jako: Leoberga, Leorinum, Leoris, Leopolis[61]; w języku polskim jako: Lwów Śląski, Lwów Szlązski[62]
- 1897 – miasto znane jest w języku polskim jako: Lwówek Śląski[63]; miasto liczy 5293 mieszkańców[64]

### XX w.
- 1902 – do 1905 trwa przebudowa ratusza w Lwówku Śląskim przez Hansa Poelziga, ratusz powiększono o handlowe podcienia i klatkę schodową; miasto liczy 5682 mieszkańców
- 1909 – Lwówek uzyskał połączenie kolejowe z Jelenią Górą
- 1910 – miasto liczy 6339 mieszkańców[65]
- ~1920 – w mieście wprowadzono pieniądz zastępczy – Notgeld emitowany przez urząd miejski w ratuszu[66]; miasto liczy 6319 mieszkańców
- 1921 – miasto liczy 6047 mieszkańców[67]
- 1931 – miasto liczy 6068 mieszkańców[68]
- 1937 – procesu degradacji gospodarczej miasta nie zdołał zatrzymać specjalny program pomocy prowincjom wschodnim Rzeszy Niemieckiej
- 1939 – miasto liczy 6328 mieszkańców[69]
- 1941 – miasto znane jest jako Lowenberg (po polsku jako: Lwówek[70]); miasto liczy 6063 mieszkańców
- 1945 – w czasie II wojny światowej pogłębił się zastój gospodarczy miasta, które w 1945 r. zostało zniszczone w 40%; miasto liczy 6238 mieszkańców
- 1945 16 lutego – Lwówek Śląski, został zdobyty przez wojska radzieckie
- 1946 7 maja – miasto staje się ośrodkiem polskiej administracji powiatowej i znane jest jako Lwówek Śląski[71] (dawniej, po niemiecku jako: Löwenberg in Schlesien)
- 1946 – na pilastrze między oknami na parterze ratusza, na południowej elewacji ratusza umieszczono napis 3xTak z czasów referendum w czerwcu 1946 r[72]; powstaje Robotniczy Klub Sportowy „Czarni”; miasto liczy 3364 mieszkańców[73]
- 1949 29 marca – ratusz uznany za zabytek klasy I[74]
- 1950 – miasto liczy 3411 mieszkańców
- 1955 – do 1958 trwa renowacja ratusza po II wojnie światowej
- 1960 – miasto liczy 5517 mieszkańców
- 1966 – sień lwóweckiego ratusza trafia na powojenny, niemiecki znaczek pocztowy[75]
- 1967 wrzesień – na południowej elewacji wieży ratusza wmurowano marmurową tablicę pamiątkową Z okazji 750 rocznicy nadania praw miejskich[76]
- 1970 – miasto liczy 6714 mieszkańców
- 1973 – Lwówek staje się siedzibą gminy miejsko-wiejskiej
- 1975 czerwiec – miasto w województwie jeleniogórskim
- 1978 – miasto liczy 7776 mieszkańców
- 1988 – miasto liczy 9266 mieszkańców
- 1995 4 kwietnia – rozpoczęcie współpracy jako miasta partnerskie z Heidenau
- 1995 – miasto liczy 9435 mieszkańców
- 1996 – aktualnie stosowany wzór herbu Lwówka Śląskiego został przyjęty przez Radę Miejską w Lwówku Śląskim
- 1998 – odbywa się pierwsze Lwóweckie Lato Agatowe[77]
- 1999 – 1 stycznia w wyniku reformy administracyjnej kraju miasto weszło w skład województwa dolnośląskiego i stało się siedzibą powiatu lwóweckiego; przyłączenie pobliskich Płakowic do miasta; miasto liczy 9983 mieszkańców
- 2000 16 listopada – rozpoczęcie współpracy jako miasta partnerskie z Velký ŠenovMapa powiatu lwóweckiego

Mapa powiatu lwóweckiego

### XXI w.
- 2003 3 sierpnia – rozpoczęcie współpracy jako miasta partnerskie z Lwówkiem Wielkopolskim[78]
- 2006 21 czerwca – rozpoczęcie współpracy jako miasta partnerskie z Noidans-lès-Vesoul
- 2007 – trwająca do 2010 renowacja elewacji i dachu ratusza[79][80]
- 2007 18 czerwca – rozpoczęcie współpracy jako miasta partnerskie z Chrastavą[81]
- 2008 11 lipca – o godzinie 20:30 został uruchomiony odrestaurowany zegar na lwóweckim ratuszu, od tego momentu wybrzmiewa hejnał lwówecki[82]
- 2009 22 września – rozpoczęcie współpracy jako miasta partnerskie z Wilthen
- 2016 – jedno z sześciu miast Dolnego Śląska towarzyszących Wrocławiowi, w rządowym programie pt. „Europejska Stolica Kultury”[83].
- 2017 – gmina i miasto Lwówek Śląski przystąpiła do porozumienia sygnatariuszy Sudety 2030[84]
- 2018 – trwająca do 2020 renowacja wnętrz ratusza[85][86][87]

- 2024 – odbywa się jubileuszowe, XXIV Lwóweckie Lato Agatowe; powódź w Europie Środkowej, w wyniku której doszło do niewielkich strat dzięki systemowi wałów przeciwpowodziowych[88]